# Demmán mac Cairill
Demmán mac Cairill († 572) est un  roi du Dál Fiatach, et un roi Ulaid de 557 à 572.

## Origine
Demmán  est le fils de  Cairell mac Muiredaig Muinderg († 525/532), un précédent roi d'Ulster et le frère de son successeur Báetán mac Cairill († 581).
Selon les généalogies il est élevé en fosterage par un certain « Domangart mac Predae », qui peut-être Domangart Réti, roi de Dál Riata.

## Règne
Demmán devient roi d'Ulaid après avoir défait et tué son prédécesseur Fergnae mac Oengusso Ibdaig lors de la Bataille de Druim Cleithe (Kilclief, dans le moderne comté de Down), avec l'appui des Uí Echach nÁrda (une autre lignée du Dál Fiatach). Il est lui-même tué par les bergers de Boirenn.

## Union et postérité
Il avait épousé Garbae inghin Néilléne du Cenél nEógain avec qui il a cinq fils dont Fiachnae mac Demmáin († 627), un roi d'Ulaid postérieur.Ses descendants le Clan Demmáin, monopolisent ensuite la royauté du Dál Fiatach.

## Sources
- (en) Cet article est partiellement ou en totalité issu de l’article de Wikipédia en anglais intitulé « Demmán mac Cairell » (voir la liste des auteurs), édition du 16 avril 2012.
- Annales d'Ulster  sur University College Cork
- Annales de Tigernach  sur University College Cork
- (en) Francis John Byrne, Irish Kings and High-Kings, Dublin: Four Courts Press, réédition 2001  (ISBN 978-1-85182-196-9)
- (en) Charles-Edwards, T. M. (2000), Early Christian Ireland, Cambridge: Cambridge University Press,  (ISBN 0-521-36395-0)
- (en) Gearoid Mac Niocaill (1972), Ireland before the Vikings, Dublin: Gill and Macmillan
- (en) Dáibhí Ó Cróinín (2005), A New History of Ireland, Volume One, Oxford: Oxford University Press
- (en) Edel Bhreathnach (sous la direction) The Kingship and landscape of Tara, Fours Courts Press for The Discovery Programme, Dublin (2005), p. 194 & Table 7: « Dál Fiatach » p. 352-353